# The Moon 1111
The Moon 1111 é o quinto álbum de estúdio do cantor pernambucano Otto, lançado pela gravadora Deck, em 2012 e com apoio do projeto Natura Musical.
O álbum, que estava previsto para ser lançado no dia 11/11, demorou por sair e só teve o lançamento oficial no ano seguinte, em 2012.
O trabalho de Otto em The Moon 1111 foi inspirado principalmente no cinema francês, mais especificamente no filme Fahrenheit 451, de François Truffaut, além de influências de artistas e bandas como Pink Floyd, The Cure, The Smiths, Depeche Mode, A-Ha e do nigeriano Fela Kuti, criador do afrobeat e vai mais além ao misturar as diferenças entre os ritmos desses artistas com ritmos nacionais do rock psicodélico, da música paraense e das batidas eletrônicas.

## Título
The Moon traz uma referência à lua, como também a Pink Floyd, o número 1111 que completa o título do disco refere-se ao número cabalístico 1111 que por diversas vezes costumou aparecer para Otto.

## Sobre o Álbum
Em Certa Manhã Acordei de Sonhos Intranquilos (2009), Otto teve grande influência de Franz Kafka, dessa vez a base do disco surgiu da interação entre a música brasileira com a de Pink Floyd na sua obra-prima The Dark Side of the Moon com clara influência da obra de Truffaut. Otto então mescla a visão futurista de Truffaut com batidas africanas e eletrônicas, com o rock e a música popular brasileira para ajudar a dar origem ao disco.
Otto também abre espaços para homenagens a grande cancioneiros da música popular como Odair José, em "A Noite Mais Linda do Mundo" e o trio Os Mutantes, em "Dia Claro".

## Faixas
| N.º | Título                                                 | Compositor(es)      | Duração |  |
| 1.  | "Dia Claro"                                            |                     | 3:24    |  |
| 2.  | "Ela Falava" (Part. Tainá Muller)                      |                     | 4:50    |  |
| 3.  | "A Noite Mais Linda do Mundo (A Felicidade)"           | Donizette e Marcelo | 3:28    |  |
| 4.  | "Exu Parade"                                           |                     | 4:44    |  |
| 5.  | "The Moon 1111" (Part. Trummer (Banda Eddie))          |                     | 4:10    |  |
| 6.  | "Selvagens Olhos, Nego!" (Part. Luê Soares)            |                     | 3:38    |  |
| 7.  | "Hdeus"                                                |                     | 5:52    |  |
| 8.  | "Miss Apple e Zé Pilantra" (Part. Balé Afro Magê Molê) |                     | 3:41    |  |
| 9.  | "O Que Dirá o Mundo" (Part. José Paes de Lira)         |                     | 4:06    |  |
| 10. | "DP"                                                   |                     | 3:58    |  |